# Sunfeast Open 2005
Sunfeast Open 2005 - жіночий тенісний турнір, що проходив у Колкаті (Індія). Належав до Туру WTA 2005. Це був перший за ліком Sunfeast Open. Тривав з 19 до 25 вересня 2005 року. Загальний призовий фонд становив 175 тис. доларів США.

## Переможниці та фіналістки

### Одиночний розряд
- Анастасія Мискіна (RUS) —  Кароліна Шпрем (CRO) 6–2, 6–2

### Парний розряд
- Олена Лиховцева (RUS) /  Анастасія Мискіна (RUS)  —  Нега Уберой (United States)  /  Шіха Уберой (IND) 6–1, 6–0

## Учасниці

### Сіяні учасниці
| Сіяна | Країна   | Гравчиня                 |
| ----- | -------- | ------------------------ |
| 1     | Росія    | Анастасія Мискіна        |
| 2     | Росія    | Олена Лиховцева          |
| 3     | Індія    | Саня Мірза               |
| 4     | Італія   | Марія Елена Камерін      |
| 5     | Італія   | Антонелла Серра-Дзанетті |
| 6     | Іспанія  | Лаура Поус-Тіо           |
| 7     | Хорватія | Кароліна Шпрем           |
| 8     | Японія   | Фудзівара Ріка           |

### Кваліфікувалися
- Рушмі Чакравартхі
- Анкіта Бгамбрі
- Намігата Дзюнрі
- Чжуан Цзяжун

### Вайлд-кард
- Вірхінія Руано Паскуаль
- Нега Уберой
- Олена Лиховцева